# Mnemônica em trigonometria
Em trigonometria é comum o uso de mnemônica para ajudar a lembrar identidades trigonométricas e as relações entre várias funções trigonométricas.

## Gráfico hexagonal

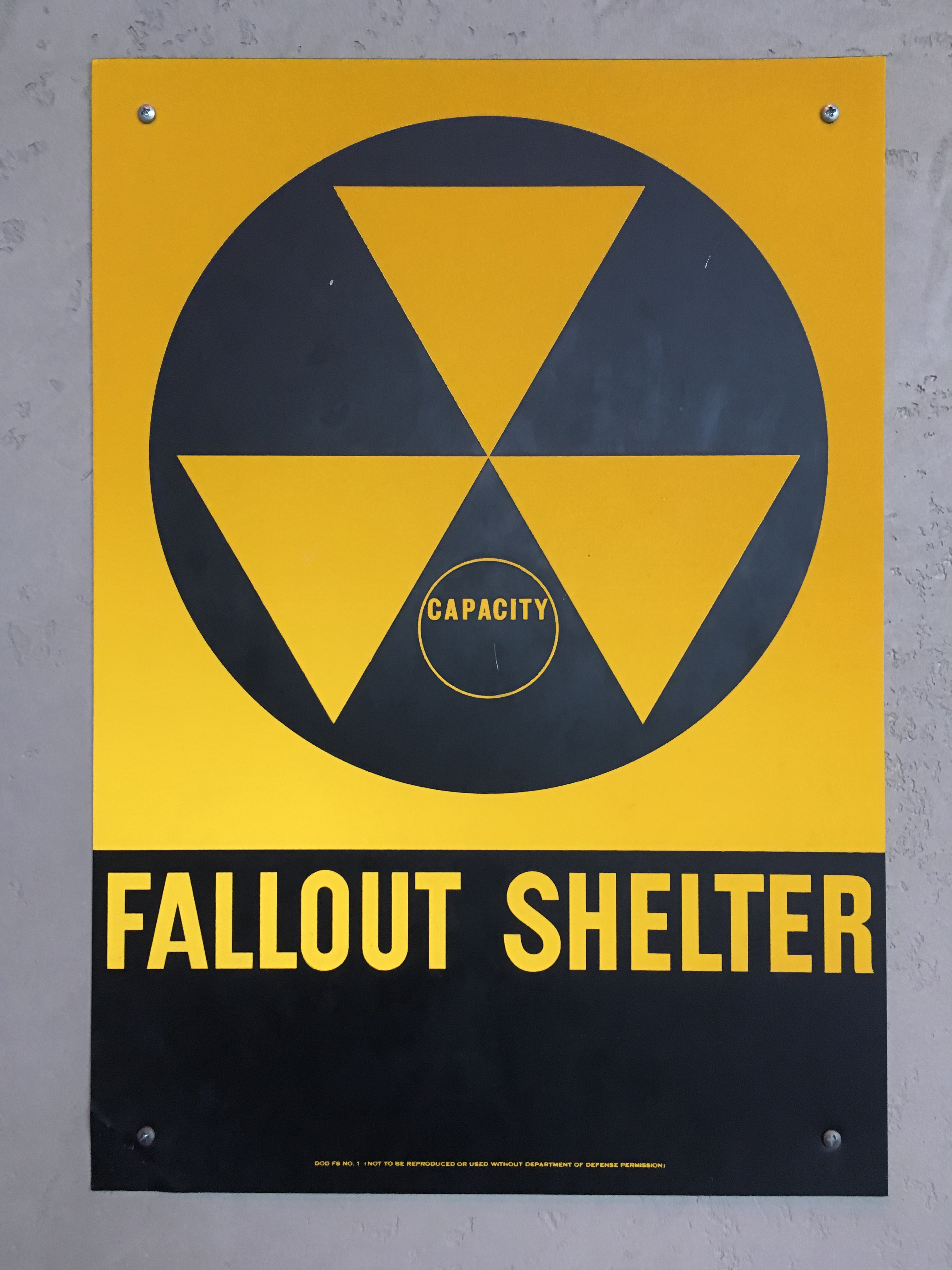
Trifólio de um abrigo nuclear

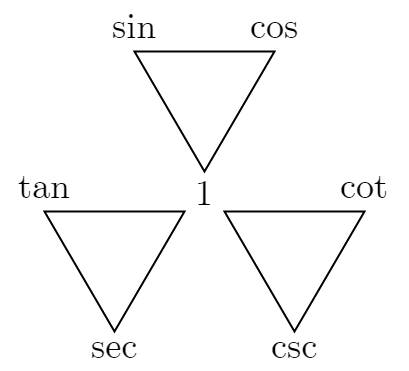
Mnemônica para identidades trigonométricas

Este é um mnemônico que possibilita que todas as identidades básicas sejam obtidas rapidamente. O gráfico é simples de ser construído: funções sem "co" aparecem à esquerda, com "co"-funções à direita, e 1 no meio, com triângulos apontando para baixo, e todo o desenho se parece com um trifólio de um abrigo nuclear.
Começando em qualquer vértice do hexágono:
- O vértice de partida é igual a um sobre o vértice oposto;
- Seguindo em sentido horário ou anti-horário, o vértice inicial é igual ao próximo vértice dividido pelo vértice após este;
- O vértice inicial é igual ao produto de seus dois vizinhos imediatos;
- A soma dos quadrados de cada vértice no topo de um triângulo é igual ao quadrado do vértice inferior. Estas são as identidades trigonométricas fundamentais:

{\displaystyle \sin ^{2}(\alpha )+\cos ^{2}(\alpha )=1\ }
{\displaystyle 1+\cot ^{2}(\alpha )=\csc ^{2}(\alpha )\ }
{\displaystyle \tan ^{2}(\alpha )+1=\sec ^{2}(\alpha )\ }
De acordo com a construção exposta acima, os valores específicos de cada identidade são sumariados na seguinte tabela:
| Função inicial                | ... igual um sobre o oposto        | ... igual ao primeiro sobre o segundo, no sentido horário | ... igual ao primeiro sobre o segundo, no sentido anti-horário | ... igual ao produto dos dois vizinhos mais próximos |
| ----------------------------- | ---------------------------------- | --------------------------------------------------------- | -------------------------------------------------------------- | ---------------------------------------------------- |
| {\displaystyle \tan(\alpha )} | {\displaystyle ={1/\cot(\alpha )}} | {\displaystyle ={\sin(\alpha )/\cos(\alpha )}}            | {\displaystyle ={\sec(\alpha )/\csc(\alpha )}}                 | {\displaystyle =\sin(\alpha )\cdot \sec(\alpha )}    |
| {\displaystyle \sin(\alpha )} | {\displaystyle ={1/\csc(\alpha )}} | {\displaystyle ={\cos(\alpha )/\cot(\alpha )}}            | {\displaystyle ={\tan(\alpha )/\sec(\alpha )}}                 | {\displaystyle =\cos(\alpha )\cdot \tan(\alpha )}    |
| {\displaystyle \cos(\alpha )} | {\displaystyle ={1/\sec(\alpha )}} | {\displaystyle ={\cot(\alpha )/\csc(\alpha )}}            | {\displaystyle ={\sin(\alpha )/\tan(\alpha )}}                 | {\displaystyle =\sin(\alpha )\cdot \cot(\alpha )}    |
| {\displaystyle \cot(\alpha )} | {\displaystyle ={1/\tan(\alpha )}} | {\displaystyle ={\csc(\alpha )/\sec(\alpha )}}            | {\displaystyle ={\cos(\alpha )/\sin(\alpha )}}                 | {\displaystyle =\cos(\alpha )\cdot \csc(\alpha )}    |
| {\displaystyle \csc(\alpha )} | {\displaystyle ={1/\sin(\alpha )}} | {\displaystyle ={\sec(\alpha )/\tan(\alpha )}}            | {\displaystyle ={\cot(\alpha )/\cos(\alpha )}}                 | {\displaystyle =\cot(\alpha )\cdot \sec(\alpha )}    |
| {\displaystyle \sec(\alpha )} | {\displaystyle ={1/\cos(\alpha )}} | {\displaystyle ={\tan(\alpha )/\sin(\alpha )}}            | {\displaystyle ={\csc(\alpha )/\cot(\alpha )}}                 | {\displaystyle =\csc(\alpha )\cdot \tan(\alpha )}    |